# Dmitrij Żukow (dyplomata)
Dmitrij Aleksandrowicz Żukow (ros. Дми́трий Алекса́ндрович Жу́ков, ur. 15 listopada 1909, zm. 24 marca 1981 w Brasílii) – radziecki dyplomata.

## Życiorys
Należał do WKP(b), od 1939 pracował w Ludowym Komisariacie/Ministerstwie Spraw Zagranicznych ZSRR, od września 1939 do 1943 był radcą Ambasady ZSRR w Japonii, 1943-1944 zastępcą kierownika, a 1944-1945 kierownikiem Wydziału II Dalekowschodniego Ludowego Komisariatu Spraw Zagranicznych ZSRR. Od 5 września 1945 do 21 października 1947 był ambasadorem nadzwyczajnym i pełnomocnym ZSRR w Chile, 1948-1953 kierownikiem Wydziału Państw Latynoamerykańskich MSZ ZSRR, od 1953 do lipca 1954 kierownikiem Wydziału Protokolarnego MSZ ZSRR, a od 7 lipca 1954 do 24 sierpnia 1958 ambasadorem nadzwyczajnym i pełnomocnym ZSRR w Indonezji. Od sierpnia 1958 do 1960 był zastępcą sekretarza generalnego MSZ ZSRR, 1960-1965 szefem Zarządu ds. Obsługi Korpusu Dyplomatycznego MSZ ZSRR, a 1965-1968 sekretarzem generalnym MSZ ZSRR. Od 1968 do maja 1974 był kierownikiem Wydziału Państw Ameryki Łacińskiej MSZ ZSRR, od 30 maja 1974 do 24 marca 1981 ambasadorem nadzwyczajnym i pełnomocnym ZSRR w Brazylii i jednocześnie od 6 stycznia 1975 do 23 lutego 1976 ambasadorem nadzwyczajnym i pełnomocnym ZSRR w Gujanie.